# Shadow of the Beast
Shadow of the Beast är ett sidscrollande datorspel utvecklat av Reflections och utgivet av Psygnosis 1989. Originalversion släpptes till Amiga, och spelet porterades sedan till flera olika konsoler.

## Handling
Aarbron blev som barn bortrövad av magiker som tjänade Maletoth. Under många år fick han genomgå en mycket speciell behandling som i slutänden förvandlade honom till ett vidrigt monster med övermänsklig styrka och snabbhet, utan några minnen av sitt förflutna som normal människa. I många år tjänade han sedan Maletoth. När han ser en man, som han senare får reda på är hans far, bli mördad börjar han alltmer minnas sitt liv som människa, och försöker hämnas på Maletoth och hans undersåtar.

## Mottagande
Svenska Hemdatornytt ansåg att spelet var briljant programmerat, och gav spelet 86.25 i genomsnitt. Datormagazin ansåg att man med glädje skulle komma att tillbringa många timmar med spelet, och gav det 8/10 i betyg.